# Salvatore Delogu
Salvatore Delogu (* 8. Januar 1915 in Bitti; † 13. Juni 2001 in Rom) war römisch-katholischer Bischof von Valva e Sulmona.

## Leben
Salvatore Delogu empfing am 16. Juni 1940 die Priesterweihe.
Paul VI. ernannte ihn am 15. April 1972 zum Weihbischof in Cagliari und Titularbischof von Cannae. Der Erzbischof von Cagliari, Sebastiano Kardinal Baggio, weihte ihn am 11. Juni desselben Jahres zum Bischof; Mitkonsekratoren waren Paolo Carta, Erzbischof von Sassari, und Cándido Genaro Rubiolo, Bischof von Nuoro.
Der Papst ernannte ihn am 2. Februar 1974 zum Bischof von Ogliastra. Johannes Paul II. ernannte ihn am 8. Januar 1981 zum Bischof von Valva e Sulmona. Von seinem Amt trat er am 25. Mai 1985 zurück.